# Championnat de Suisse de baseball
Pour les articles homonymes, voir Ligue nationale A.
Le Championnat de Suisse de baseball, dit Ligue nationale A, rassemble les meilleures équipes suisses de baseball sous l'égide de la Fédération suisse de baseball et softball.
Fondé en 1981, il se dispute actuellement à huit équipes. Chaque année, le champion prend part à l'European Cup Qualifier, phase qualificative pour la Coupe d'Europe de baseball.

## Histoire
Le Championnat de Suisse de baseball est créé en 1981. Les Zürich Challengers remportent le premier titre d'un championnat d'abord centré sur la ville de Zurich mais qui s'étend progressivement sur tout le territoire, des clubs de Berne ou Therwil s'imposant à plusieurs reprises dans la compétition. 
Malgré peu de joueurs connus sur le plan international, la Ligue nationale A est populaire et son niveau reste stable. Des rencontres ont été programmées à la télévision et les Bern Cardinals s'imposent, en 2008 en République tchèque, lors d'un European Qualifier, signant la meilleure performance jamais réalisée par un club suisse sur la scène européenne,.

## Participants (2024)
- Zurich Barracudas
- Therwil Flyers
- Wil Pirates
- Zurich Challengers

## Palmarès
| Année        | Champion                       | Deuxième                  |
| ------------ | ------------------------------ | ------------------------- |
| 1982 Détails | Zurich Challengers Zurich      |                           |
| 1983 Détails | Zurich Challengers Zurich      |                           |
| 1984 Détails | Lugano Ceresio (1) Lugano      | Zurich Challengers Zurich |
| 1985 Détails | Zurich Lions Zurich            | Zurich Coconuts Zurich    |
| 1986 Détails | Zurich Challengers Zurich      | Zürich Coconuts Zurich    |
| 1987 Détails | Zurich Lions Zurich            | Zurich Coconuts Zurich    |
| 1988 Détails | Therwil Flyers Therwil         | Zurich Coconuts Zurich    |
| 1989 Détails | Zurich Lions (3) Zurich        | Therwil Flyers Therwil    |
| 1990 Détails | Geneva Hound Dogs (1) Genève   | Therwil Flyers Therwil    |
| 1991 Détails | Therwil Flyers Therwil         | Rohr Hawks Rohr           |
| 1992 Détails | Therwil Flyers Therwil         | Zurich Challengers Zurich |
| 1993 Détails | Therwil Flyers Therwil         | Zurich Barracudas Zurich  |
| 1994 Détails | Therwil Flyers Therwil         | Zurich Challengers Zurich |
| 1995 Détails | Therwil Flyers Therwil         | Zurich Barracudas Zurich  |
| 1996 Détails | Zurich Barracudas Zurich       | Therwil Flyers Therwil    |
| 1997 Détails | Zurich Barracudas Zurich       | Therwil Flyers Therwil    |
| 1998 Détails | Zurich Challengers Zurich      | Zurich Barracudas Zurich  |
| 1999 Détails | Zurich Challengers Zurich      | Therwil Flyers Therwil    |
| 2000 Détails | Zurich Challengers Zurich      | Therwil Flyers Therwil    |
| 2001 Détails | Bern Cardinals Berne           | Therwil Flyers Therwil    |
| 2002 Détails | Zurich Challengers Zurich      | Therwil Flyers Therwil    |
| 2003 Détails | Therwil Flyers Therwil         | Bern Cardinals Berne      |
| 2004 Détails | Zurich Challengers (8) Zurich  | Therwil Flyers Therwil    |
| 2005 Détails | Bern Cardinals Berne           | Zurich Challengers Zurich |
| 2006 Détails | Bern Cardinals Berne           | Zurich Barracudas Zurich  |
| 2007 Détails | Bern Cardinals Berne           | Zurich Challengers Zurich |
| 2008 Détails | Bern Cardinals Berne           | Indians Lausanne Lausanne |
| 2009 Détails | Therwil Flyers Therwil         | Bern Cardinals Berne      |
| 2010 Détails | Bern Cardinals Berne           | Therwil Flyers Therwil    |
| 2011 Détails | Bern Cardinals Berne           | Therwil Flyers Therwil    |
| 2012 Détails | Bern Cardinals Berne           | Therwil Flyers Therwil    |
| 2013 Détails | Bern Cardinals (9) Berne       | Embrach Mustangs Embrach  |
| 2014 Détails | Therwil Flyers Therwil         | Zurich Barracudas Zurich  |
| 2015 Détails | Zurich Barracudas (3) Zurich   | Therwil Flyers Therwil    |
| 2016 Détails | Therwil Flyers Therwil         | Zurich Barracudas Zurich  |
| 2017 Détails | Therwil Flyers (11) Therwil    | Zurich Barracudas Zurich  |
| 2018 Détails | Zurich Challengers (9) Zurich  | Therwil Flyers Therwil    |
| 2019 Détails | Therwil Flyers (12) Therwil    | Zurich Challengers Zurich |
| 2020 Détails | Therwil Flyers (13) Therwil    | Bern Cardinals Berne      |
| 2021 Détails | Therwil Flyers (14) Therwil    | Zurich Barracudas Zurich  |
| 2022 Détails | Therwil Flyers (15) Therwil    | Zurich Challengers Zurich |
| 2023 Détails | Zurich Challengers (10) Zurich | Therwil Flyers Therwil    |

| Titres | Équipe             | Dernier titre |
| ------ | ------------------ | ------------- |
| 15     | Therwil Flyers     | 2022          |
| 10     | Zurich Challengers | 2023          |
| 9      | Bern Cardinals     | 2013          |
| 3      | Zurich Barracudas  | 2015          |
| 3      | Zurich Lions       | 1989          |
| 1      | Geneva Hound Dogs  | 1990          |
| 1      | Lugano Ceresio     | 1984          |